# Tom Fletcher
Thomas Michael Fletcher (Harrow, 17 luglio 1985) è un musicista e scrittore britannico.È il fondatore e leader della band britannica dei McFly,
assieme ai compagni Danny Jones, Dougie Poynter ed Harry Judd.
I McFly ottennero un grande successo nei primi anni 2000, lanciati dagli stessi manager dalla band dei Busted, il cui supporto li rese famosi, grazie ad un tour nel marzo del 2004.

## Biografia
Tom Fletcher nacque ad Harrow, Londra, in una famiglia umile. I genitori, Bob e Debbie Fletcher, erano rispettivamente un impiegato della Kodak ed un'insegnante di sostegno. Ha una sorella minore, Carrie Hope Fletcher.
Da bambino frequentò la Sylvia Young Theatre School di Marylebone, la stessa scuola del componente dei Busted Matt Willis e di Amy Winehouse.
A dieci anni interpretò il protagonista Oliver Twist nel musical Oliver! nel West End, al London Palladium.

## Carriera musicale
Nel 2001, Fletcher fece un'audizione per il gruppo musicale Busted, ma fu infine scartato in favore di Charlie Simpson. Fu però inserito nel team dei Busted, dove imparò a scrivere le canzoni insieme al compositore dei Busted, James Bourne, con cui sviluppò una profonda amicizia.

### McFly
Mentre scriveva con i Busted, Fletcher conobbe ad un'audizione Danny Jones, che lo colpì con il suo talento come chitarrista. Dopo aver fatto amicizia con Jones, Fletcher decise di offrire a Jones un posto nella propria band, a cui in seguito si unirono il bassista Dougie Poynter ed il batterista Harry Judd. Ispirato dal testo della canzone "Year 3000" dei Busted, Fletcher scelse il nome McFly,  ispirato da Marty McFly, protagonista di Ritorno al Futuro, uno dei suoi film preferiti.

I McFly debuttarono nel 2003, e nel 2004 furono inseriti nel libro del Guinness dei Primati per aver ottenuto il record come band più giovane a debuttare con un album primo in classifica.

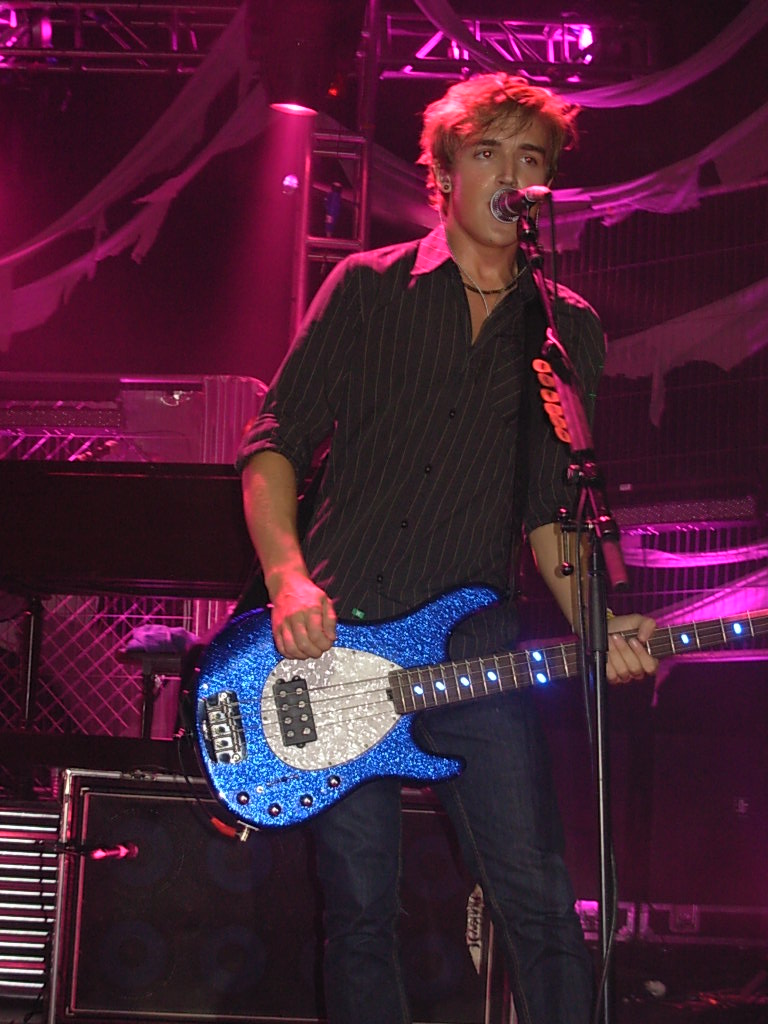
Fletcher in concerto con i McFly.

Sebbene sia mai stato annunciato uno scioglimento ufficiale della band, tutti i componenti si impegnarono in progetti separati dal 2012. Il gruppo si è riunito nel 2019.

## Autore
Fletcher è un autore prolifico di libri per bambini e ragazzi.
Nel 2012 pubblicò la propria autobiografia insieme agli altri componenti dei McFly, intitolata Unsaid Things: Our Story.
A partire dal 2012 pubblica dei libri per bambini, sia da solo, sia insieme a Dougie Poynter.

## Vita privata
Fletcher ha una sorella minore, yotuber e attrice di teatro, Carrie Hope.
Sposò Giovanna Falcone il 12 maggio 2012, ed è tuttora virale su YouTube il video del discorso di matrimonio fatto da Fletcher. Il 13 marzo 2014 nacque il loro primo figlio Buzz Michelangelo Fletcher, il 16 febbraio 2016 nacque il secondo, Buddy Bob Fletcher, ed il 24 agosto 2018 il terzo figlio, Max Mario Fletcher.

## Influenze e stile musicale
Nello stile compositivo di Fletcher si possono individuare influenze degli artisti più famosi nel periodo di formazione dei McFly, come Backstreet Boys, Michael Jackson e Britney Spears. Nel corso degli anni, la musica scritta da Fletcher, in particolare diversi pezzi dei McFly, è stata paragonata a quella dei Beach Boys.
Il suo mentore e amico, James Bourne dei Busted, è stato indicato in numerose interviste come un'influenza molto importante nello stile musicale di Fletcher.